# XYLT1
Ksiloziltransferaza 1 je enzim koji je kod ljudi kodiran genom XYLT1.

## Klinički značaj
Godine 2012, Baratela-Skotov sindrom je identifikovan kod ljudi. Ekspanzija ponavljanja GGC i metilacija eksona 1 XYLT1 je uobičajena patogena varijanta kod Baratela-Skotovog sindroma.

## Literatura
- Götting C, Sollberg S, Kuhn J (1999). „Serum xylosyltransferase: a new biochemical marker of the sclerotic process in systemic sclerosis.”. J. Invest. Dermatol. 112 (6): 919—24. PMID 10383739. doi:10.1046/j.1523-1747.1999.00590.x . Непознати параметар |display-author= игнорисан (помоћ)
- Kuhn J, Götting C, Schnölzer M (2001). „First isolation of human UDP-D-xylose: proteoglycan core protein beta-D-xylosyltransferase secreted from cultured JAR choriocarcinoma cells.”. J. Biol. Chem. 276 (7): 4940—7. PMID 11087729. doi:10.1074/jbc.M005111200 . Непознати параметар |display-author= игнорисан (помоћ)
- Götting C, Kuhn J, Brinkmann T, Kleesiek K (2002). „Xylosyltransferase activity in seminal plasma of infertile men.”. Clin. Chim. Acta. 317 (1–2): 199—202. PMID 11814476. doi:10.1016/S0009-8981(01)00793-8.
- Strausberg RL, Feingold EA, Grouse LH (2003). „Generation and initial analysis of more than 15,000 full-length human and mouse cDNA sequences.”. Proc. Natl. Acad. Sci. U.S.A. 99 (26): 16899—903. Bibcode:2002PNAS...9916899M. PMC 139241 . PMID 12477932. doi:10.1073/pnas.242603899 . Непознати параметар |display-author= игнорисан (помоћ)
- Götting C, Müller S, Schöttler M (2004). „Analysis of the DXD motifs in human xylosyltransferase I required for enzyme activity.”. J. Biol. Chem. 279 (41): 42566—73. PMID 15294915. doi:10.1074/jbc.M401340200 . Непознати параметар |display-author= игнорисан (помоћ)
- Müller S, Schöttler M, Schön S (2005). „Human xylosyltransferase I: functional and biochemical characterization of cysteine residues required for enzymic activity.”. Biochem. J. 386 (Pt 2): 227—36. PMC 1134786 . PMID 15461586. doi:10.1042/BJ20041206. Непознати параметар |display-author= игнорисан (помоћ)
- Götting C, Hendig D, Adam A (2006). „Elevated xylosyltransferase I activities in pseudoxanthoma elasticum (PXE) patients as a marker of stimulated proteoglycan biosynthesis.”. J. Mol. Med. 83 (12): 984—92. PMID 16133423. S2CID 9907867. doi:10.1007/s00109-005-0693-x. Непознати параметар |display-author= игнорисан (помоћ)
- Schön S, Prante C, Müller S (2005). „Impact of polymorphisms in the genes encoding xylosyltransferase I and a homologue in type 1 diabetic patients with and without nephropathy.”. Kidney International. 68 (4): 1483—90. PMID 16164625. doi:10.1111/j.1523-1755.2005.00561.x . Непознати параметар |display-author= игнорисан (помоћ)
- Müller S, Disse J, Schöttler M (2006). „Human xylosyltransferase I and N-terminal truncated forms: functional characterization of the core enzyme.”. Biochem. J. 394 (Pt 1): 163—71. PMC 1386014 . PMID 16225459. doi:10.1042/BJ20051606. Непознати параметар |display-author= игнорисан (помоћ)
- Schön S, Prante C, Bahr C (2006). „Cloning and recombinant expression of active full-length xylosyltransferase I (XT-I) and characterization of subcellular localization of XT-I and XT-II.”. J. Biol. Chem. 281 (20): 14224—31. PMID 16569644. doi:10.1074/jbc.M510690200 . Непознати параметар |display-author= игнорисан (помоћ)
- Schön S, Schulz V, Prante C (2007). „Polymorphisms in the xylosyltransferase genes cause higher serum XT-I activity in patients with pseudoxanthoma elasticum (PXE) and are involved in a severe disease course.”. J. Med. Genet. 43 (9): 745—9. PMC 2593031 . PMID 16571645. doi:10.1136/jmg.2006.040972. Непознати параметар |display-author= игнорисан (помоћ)
- Prante C, Bieback K, Funke C (2006). „The formation of extracellular matrix during chondrogenic differentiation of mesenchymal stem cells correlates with increased levels of xylosyltransferase I.”. Stem Cells. 24 (10): 2252—61. PMID 16778156. S2CID 40255873. doi:10.1634/stemcells.2005-0508 . Непознати параметар |display-author= игнорисан (помоћ)
- Schön S, Prante C, Bahr C (2007). „The xylosyltransferase I gene polymorphism c.343G>T (p.A125S) is a risk factor for diabetic nephropathy in type 1 diabetes.”. Diabetes Care. 29 (10): 2295—9. PMID 17003309. doi:10.2337/dc06-0344 . Непознати параметар |display-author= игнорисан (помоћ)
- Cuellar K, Chuong H, Hubbell SM, Hinsdale ME (2007). „Biosynthesis of chondroitin and heparan sulfate in chinese hamster ovary cells depends on xylosyltransferase II.”. J. Biol. Chem. 282 (8): 5195—200. PMID 17189266. doi:10.1074/jbc.M611048200 .
- Prante C, Milting H, Kassner A (2007). „Transforming growth factor beta1-regulated xylosyltransferase I activity in human cardiac fibroblasts and its impact for myocardial remodeling.”. J. Biol. Chem. 282 (36): 26441—9. PMID 17635914. doi:10.1074/jbc.M702299200 . Непознати параметар |display-author= игнорисан (помоћ)
- Grimpe B, Pressman Y, Lupa MD, Horn KP, Bunge MB, Silver J (2005). „The role of proteoglycans in Schwann cell/astrocyte interactions and in regeneration failure at PNS/CNS interfaces.”. Molecular and Cellular Neuroscience. 28 (1): 18—29. PMID 15607938. S2CID 38001196. doi:10.1016/j.mcn.2004.06.010.
- Hurtado A, Podini H, Oudega M, Grimpe B (2008). „Deoxyribozyme-mediated knock down of xylosyltransferase-1 mRNA promotes axon growth in the adult rat spinal cord.”. Brain. 131 (10): 2596—605. PMID 18765417. doi:10.1093/brain/awn206 .
- Koenig B, Pape D, Chao O, Bauer J, Grimpe B (2016). „Long term study of deoxyribozyme administration to XT-1 mRNA promotes cortiospinal tract regeneration and improves behavioral outcome after spinal cord injury.”. Experimental Neurology. 276: 51—58. PMID 26428904. S2CID 10575072. doi:10.1016/j.expneurol.2015.09.015.
- Oudega M, Chao OY, Avison DL, Bronson RT, Buchser WJ, Hurtado A, Grimpe B (2012). „Systemic administration of a deoxyribozyme to xylosyltransferase-1 mRNA promotes recovery after a spinal cord contusion injury”. Experimental Neurology. 237 (1): 170—179. PMID 22721770. S2CID 34942901. doi:10.1016/j.expneurol.2012.06.006.